# 1518 Rovaniemi
1518 Rovaniemi este un asteroid din centura principală, descoperit pe 15 octombrie 1938, de Yrjö Väisälä.